# On the Brink (film 1914)
On the Brink è un cortometraggio muto del 1914. Il nome del regista non viene riportato nei credit del film che aveva come interpreti L.C. Shumway, Velma Whitman, Tom Forman, Ray Gallagher.

## Produzione
Il film fu prodotto dalla Lubin Manufacturing Company.

## Distribuzione
Distribuito dalla General Film Company, il film - un cortometraggio in una bobina - venne distribuito nelle sale degli Stati Uniti il 10 aprile 1914.